# Battaglia delle Termopili (279 a.C.)
La battaglia delle Termopili fu combattuta nel 279 a.C. tra un'orda di invasori Galli proveniente dalle pianure danubiane, capeggiata dal  condottiero celtico Brenno, e le forze degli Etoli, dei Beoti e dei Focesi, comandate da Antigono, Antioco e Callippo.
Dopo aver costituito un'armata di 85 000 guerrieri, sotto il comando dei condottieri Akichorio e Brenno, l'esercito celtico invase la Peonia e puntò verso la Grecia centrale. Dopo di che ventimila di quegli uomini ripiegarono in Tracia sotto la guida di Leonnorio e Lutario.
L'orda dei 65 000 rimanenti attraversò la Tessaglia, giunse fino alle Termopili e superò il fronte offerto, secondo alcuni, dalle popolazioni della Grecia centrale; Pausania indica invece gli Ateniesi come quasi gli unici ad opporre resistenza fra i popoli della Grecia fiaccati dalle guerre con i Macedoni.
I Celti poterono così oltrepassare il passo ed invadere la Focide e la Locride fino alle porte di Delfi, attratti dagli ingenti tesori che si favoleggiava fossero custoditi nel santuario.